# Bessie Starkman
Bessie Starkman (nacida Besha Starkman; 21 de junio de 1890  - 13 de agosto de 1930) fue una figura del crimen organizado en Hamilton, Ontario, Canadá, a principios del siglo XX. Ella y su pareja, el italiano Rocco Perri, establecieron un negocio de contrabando después de que la venta y distribución de alcohol fuera prohibida tanto en Canadá como en los Estados Unidos. Starkman se ocupó principalmente de las finanzas del negocio.

## Primeros años
Bessie Starkman nació en el entonces zarato de Polonia, dentro del vasto imperio ruso, el 21 de junio de 1890,  de padres judíos Shimon y Gello Starkman.  Starkman emigró con sus padres a Canadá alrededor de 1900, se establecieron en The Ward, un barrio obrero de Toronto, Ontario, y se casó con Harry Tobin (originalmente, Toben), otro inmigrante judío, a la edad de 18 años, en Toronto el 15 de diciembre de 1907. Tuvieron dos hijas, Gertrude y Lilly (Leah). Pero a Starkman le resultaba insoportable la vida como ama de casa en un hogar judío ortodoxo tradicional y anhelaba escapar de su matrimonio.
En 1912, Starkman conoció a Rocco Perri, un inmigrante italiano, mientras se alojaba como huésped en la habitación que los Tobin tenían en alquiler. Poco después, Perri comenzó un romance con Starkman, y cuando él consiguió un trabajo en el Canal Welland en 1913, ella dejó a su marido y a sus hijas para mudarse con Perri a St. Catharines y comenzar una nueva vida. Después de unas semanas de convivir con Perri, Starkman intentó regresar con su marido, quien se negó a aceptarla. Starkman dijo más tarde sobre su vida con Perri en St. Catharines: "No teníamos amigos. Comíamos pan y nos tragábamos insultos. Estábamos marginados entre aquellos que, como inmigrantes, ya estaban marginados".  En una carta a su madre en Italia, Perri escribió: “Solíamos trabajar arriesgando no sólo nuestra salud, sino en muchos casos nuestras vidas”. 
Cuando el gobierno canadiense recortó la financiación del proyecto del Canal Welland debido a la Primera Guerra Mundial, Perri se quedó sin trabajo. Después de trabajar en una panadería, fue contratado como vendedor para la Superior Macaroni Company. Sin embargo, Perri y Starkman encontraron una mejor fuente de ingresos cuando la Ley de Templanza de Ontario entró en vigor el 16 de septiembre de 1916, ya que restringía la venta y distribución de alcohol. La pareja comenzó a dedicarse al contrabando; utilizando la perspicacia comercial de Starkman y las conexiones de Perri, establecieron una empresa rentable. Fue Starkman quien sugirió el contrabando, pero Perri utilizó su red de amigos italianos para crear la banda Perri-Starkman.  El alcohol todavía era legal en Quebec, y Perri utilizó su red de amigos compatriotas en Montreal para comprar alcohol y contrabandearlo a Ontario.  En esa época, ambos vivían en Hamilton, Ontario, y en 1920 se mudaron a una casa más grande en 166 Bay Street South. Perri y Starkman también abrieron burdeles en Hamilton, en ese momento la ciudad con el mayor porcentaje de mujeres dedicadas a la prostitución en América del Norte.  El 9 de marzo de 1917, la policía de Hamilton allanó la casa en 157 Caroline Street North, y arrestó a Starkman por regentar un burdel después de que la policía descubriera que una prostituta, Mary Ashley, ejercía su oficio en la casa.  Starkman fue declarada culpable y recibió una multa de 50 dólares.  El 17 de noviembre de 1917, Starkman dio a luz un hijo de Perri, pero el bebé murió a los dos días.  El 1 de abril de 1918, el gobierno del Dominio prohibió el alcohol en todo Canadá, ley que permaneció vigente hasta el 31 de diciembre de 1919.  Perri y Starkman tuvieron que contrabandear alcohol desde Estados Unidos a Canadá para mantener su negocio.
En 1918, Perri comenzó un romance con Sarah Olive Routledge, con quien tuvo dos hijas.  Después del nacimiento de la primera, Perri se negó a casarse con Routledge, pero él mantuvo un hogar para ella en St. Catharines y pagó la manutención infantil. Su romance se reanudó en 1920. El trabajo de Perri como vendedor de macarrones requería viajar por todo Ontario; también usaba esos viajes para organizar la venta de licor. Starkman, ocupada administrando las finanzas de su organización, no cuestionó las salidas de Perri.  En febrero de 1922, el abogado de Perri le dijo falsamente a Routledge que ya estaba casado con Starkman. Desmoralizada, Routledge se suicidó saltando desde la ventana del séptimo piso de la oficina de su abogado en el Banco de Hamilton; sus padres tomaron la custodia de sus hijas. 

## Operaciones delictivas
Perri y Starkman sobrevivieron económicamente en los duros años posteriores a 1915 gracias a sus ingresos como vendedor de macarrones y a su tienda de comestibles en Hess Street. Después de que se aprobara la Ley de Templanza de Ontario en 1916, que ilegalizaba la venta de alcohol, la pareja comenzó a vender whisky canadiense de forma paralela. Su contrabando se realizaba a pequeña escala, teniendo su cocina como centro de operaciones. El contrabando se convirtió en una actividad mucho más grande y rentable cuando se declaró la Ley Seca en todo Canadá el 1 de abril de 1918 y la Decimoctava Enmienda que también prohibió la venta de alcohol en los Estados Unidos en 1920. La prohibición a nivel federal terminó en Canadá el 31 de diciembre de 1919.  Sin embargo, la única provincia donde el alcohol era legal era Quebec, mientras que las otras ocho provincias eran "secas". 
Durante la década de 1920, Perri se convirtió en la figura principal del crimen organizado en el sur de Ontario y estuvo bajo constante vigilancia por parte de la policía. El gobierno permitió numerosas excepciones, permitiendo que varias cervecerías y destilerías permanecieran abiertas al mercado de exportación. Starkman era la jefa de operaciones y la negociadora y creadora de acuerdos del dúo. Perri se diversificó en el juego, la extorsión y la prostitución. También se informó que la pareja había participado en el tráfico de drogas ya en 1922, cuando la Real Policía Montada del Canadá (RCMP) sospechó que Perri "traficaba con narcóticos a gran escala".
Tanto Perri como Starkman eran amigos de William Whatley, el jefe de policía de Hamilton.  Whatley, que había nacido en la zona rural de Somerset en 1878, era un veterano de la Guerra de los Bóeres que se había establecido en Canadá en 1907 y se había unido a la policía de Hamilton en 1910.  Whatley, una figura colorida y llamativa que vestía extravagantemente y dirigía la fuerza policial de Hamilton con un estilo militarista, era muy aficionado a apostar en los caballos y era tan cercano a Starkman que los tabloides los acusaron de tener un romance adúltero.  En un intento enérgico de silenciar las críticas, Whatley encarceló a un abogado que lo había acusado junto con Starkman de engañarlo en un acuerdo que involucraba la venta de bonos del gobierno canadiense bajo el argumento de que criticarlo indicaba locura.  En marzo de 1923, el Fiscal General de Ontario ordenó una investigación sobre los negocios de Whatley y su posible relación romántica con Starkman, y solo la muerte repentina de Whatley por neumonía el 17 de abril de 1923 lo salvó de ser acusado de corrupción. 
Starkman se dio cuenta de que para ganar participación de mercado tanto en Canadá como en los Estados Unidos, la banda necesitaba vender alcohol seguro y de alta calidad.  En 1924, negoció la alianza con Harry C. Hatch, propietario y director ejecutivo de la famosa destilería Gooderham & Worts.  Gooderham & Worts había sido una de las marcas de alcohol más populares en Ontario desde que se fundó la empresa en 1832, pero la compañía se vio obligada a mudarse a Quebec luego de la prohibición del alcohol en Ontario en 1916.  Hatch estaba dispuesto a vender alcohol a Starkman y Perri siempre que los pedidos se hicieran a través de su abogado, y a cambio Starkman obtenía los derechos exclusivos para vender alcohol Gooderham & Worts fuera de Quebec, incluso en el lucrativo mercado estadounidense.  Hatch afirmó lo siguiente sobre su relación comercial con la banda Perri-Starkman: "La Ley Volstead no nos impide exportar nuestro whisky al sur de la frontera; sin embargo, prohíbe a los estadounidenses importarlo. Hay una gran diferencia". 
Además de Gooderham & Worts, Starkman hizo acuerdos con la destilería Hiram Walker de Windsor, la destilería Corby de Belleville, la cervecería Tayor & Bate de St. Catharines, la cervecería Kuntz de Kitchener y la destilería Seagram's de Waterloo.  En aquella época, muchos "moonshiners" (destiladores caseros ilegales) elaboraban su alcohol en condiciones inseguras y añadían sustancias tóxicas como formaldehído, acetona, ácido fórmico, aceite mineral, ácido sulfúrico y creosota a su alcohol para aumentar sus ganancias manteniendo sus costos de producción lo más bajos posible.  Como tal, la enfermedad y la muerte por beber alcohol adulterado fueron problemas importantes en la década de 1920 en los Estados Unidos y en las zonas "secas" de Canadá.  Por el contrario, se sabía que el alcohol Gooderham & Worts elaborado en Montreal, aparentemente solo para su venta en Quebec, era seguro para beber y el contrato exclusivo que Starkman negoció con Hatch resultó ser un factor importante en el ascenso de la banda Perri-Starkman.  Un informe de la Policía Provincial de Ontario, fechado el 5 de agosto de 1926, sobre el contrabando de alcohol desde Quebec a Ontario declaraba: "Ciento veinticinco cajas es la carga habitual, se hacen tres viajes semanales, aunque recuerdo que en una semana se hicieron cinco viajes. La señora Perri [Starkman] parece ser la jefa de todas las operaciones de Hamilton. Todos los pedidos los hace ella por teléfono de larga distancia... Los pagos se hacen en efectivo en Hamilton... y en ningún caso se menciona el nombre de Rocco Perry [Perri]". 
Starkman, que era más culta y hábil en números que Perri, dirigía los aspectos financieros de la banda, mientras que Perri se ocupaba del aspecto operativo del negocio.  "Roc y Bess", como se conocía a la pareja, parecían disfrutar de la compañía del otro y su relación parecía feliz.  La mayoría creía que eran matrimonio y se referían a ella como señora Perri. El periodista ítalo-canadiense Antonio Nicaso escribió: "Hasta entonces, el papel de la mujer en el submundo se relegaba al de esposa y madre, o amante y prostituta. Hasta que llegó Bessie, ninguna había ocupado una posición de autoridad en una importante banda criminal, y mucho menos se le había encomendado la gestión de un flujo masivo de dinero sucio".  Starkman era conocida por vestirse con el moderno estilo "flapper", con el pelo corto y usando ropa y joyas caras.  Era una gran fan de la música de Louis Armstrong, Duke Ellington, Bessie Smith y Scott Joplin y coleccionaba ávidamente los discos de sus canciones.  La casa que poseía junto con Perri en 166 Bay Street South fue la primera casa de Hamilton en tener radio.  Su casa estaba valorada en 6.100 dólares, lo que era el equivalente a lo que un albañil podía esperar ganar después de 15 años de trabajo.  Starkman tenía una personalidad malhumorada y temperamental y muchos la consideraban una mujer "difícil".  A diferencia de Perri, que era conocido por ser generoso con el dinero, Starkman era conocida por ser frugal y tacaña en el asunto monetario.  Perri no se opuso a Starkman en cuestiones financieras, y era conocida por imponer préstamos con condiciones onerosas a los primos de Perri que también se dedicaban al contrabando.  Starkman aprendió a hablar con fluidez el dialecto calabrés del italiano, que era la lengua materna de Perri, y ella solía hablarle en ese dialecto. 
Un informe estima que, a mediados de la década de 1920, Perri y Starkman generaban un millón de dólares canadienses al año mediante actividades delictivas y tenían cien empleados. En esa época, Perri era un “gran gastador” y la pareja vivía un estilo de vida opulento. Sin embargo, Perri pagó sólo $13,30 en impuestos sobre la renta por su empleo como vendedor de macarrones y su negocio de "exportación/venta por correo" en 1926; Starkman, quien afirmó estar apoyándolo, pagó $96,43. En esa época, algunos informes indicaban que tenía entre 500.000 y un millón de dólares en depósitos en varios bancos. Ese mismo año, Perri enfrentó cargos criminales por la muerte de diecisiete personas que murieron después de beber licor ilegal, pero fue absuelto de los cargos.
En 1927, Perri se vio obligado a testificar en la investigación de la Comisión Real de Aduanas e Impuestos, centrándose en el contrabando, y también en una audiencia sobre cargos de evasión fiscal contra Gooderham y Worts. Más tarde ese año, en la audiencia de evasión fiscal de Gooderham y Worts, Perri admitió haber comprado whisky a la destilería entre 1924 y 1927. Gooderham y Worts fueron condenados por evasión fiscal en 1928 y se les ordenó pagar una multa de $439,744. Perri y Starkman fueron acusados de perjurio después de su testimonio ante la Comisión Real, pero en un acuerdo de culpabilidad, los cargos contra Starkman fueron retirados; Perri cumplió cinco meses de una sentencia de seis meses y fue liberado el 27 de septiembre de 1928.
En 1929, un oficial encubierto de la Real Policía Montada del Canadá (RCMP), Frank Zaneth, se infiltró en la banda Perri-Starkman.  Sobre la base de la información reunida por él, el 29 de junio de 1929 la RCMP arrestó a Nazzareno "Ned" Italiano en su casa de Hamilton.  Dentro de la casa de Italiano se encontraron cocaína, heroína y morfina por valor de 3.500 dólares junto con una gran cantidad de dinero en efectivo.  Mientras la Policía Montada llevaba a Italiano del segundo piso a la planta baja de su casa, Starkman entró por casualidad en la vivienda.  La Policía Montada la registró y descubrió que tenía una gran cantidad de dinero en efectivo, pero al no haber causa probable, no pudieron arrestarla.  En septiembre de 1929, Zaneth, bajo uno de sus disfraces, se reunió con Starkman y le pidió que le vendiera cocaína, morfina y heroína.  Starkman le dijo a Zaneth que necesitaba más tiempo para investigar sus antecedentes antes de venderle algo y el 23 de septiembre de 1929 Zaneth compareció ante el tribunal como testigo de la Corona en el juicio de Italiano, lo que puso fin a su trabajo encubierto.  En un informe fechado el 25 de septiembre de 1929, Zaneth escribió: "La Sra. Perri [Starkman] es el cerebro de toda la pandilla y no se hace nada sin su consentimiento". 
El 27 de septiembre de 1929, Italiano fue declarado culpable de tráfico de heroína y condenado a cinco años de prisión.  La Corona le ofreció a Italiano un acuerdo por el cual su sentencia sería reducida a cambio de testificar contra Starkman y Perri, pero él literalmente observó la Omertá al no decir nada en respuesta.  En una importante violación del código de la mafia que exige que un jefe apoye económicamente a la esposa y los hijos de un mafioso que observa la omertá mientras está en prisión, Starkman se negó a apoyar a la esposa y los hijos de Italiano.  Italiano era primo hermano de María Rosa Italiano, esposa de Antonio Papalia, quien se enojó mucho por esta violación del código mafioso.  Papalia era uno de los subordinados más importantes de Perri, y estaba especialmente molesto porque la carga de sustentar a la esposa y a los hijos de Italiano recaía sobre él en forma predeterminada. Papalia le pidió a Perri, su jefe, que respetara el código de la mafia, pero Perri le dijo que no estaba dispuesto a desafiar a Starkman. Papalia llegó a odiar a Starkman, a quien consideraba demasiado codiciosa.  De la misma manera, Papalia llegó a sentir cierto desprecio por Perri, a quien consideraba un jefe débil, incapaz de enfrentarse a ella.

## Muerte
El 13 de agosto de 1930, Starkman fue emboscada alrededor de las 11:15. pm mientras salía del coche de Perri en el garaje de la casa de la pareja. Perri corrió por la calle tras los asaltantes antes de regresar junto a Starkman, quien había sido asesinada con dos disparos de escopeta. La policía encontró dos escopetas de dos cañones y el coche de huida sin huellas dactilares. La investigación finalmente no dio como resultado que se presentaran cargos criminales a pesar de la recompensa de 5.000 dólares ofrecida por Perri. Sin embargo, se pensó que su compatriota calabrés Antonio Papalia, líder de la familia criminal Papalia y padre de Johnny Papalia, jugó un papel en el asesinato. El sargento Frank Zaneth de la Real Policía Montada del Canadá informó a sus superiores que Starkman estaba en deuda con el jugador Arnold Rothstein, y que cuando Rothstein fue asesinado en 1928, la deuda había sido asumida por Charles "Lucky" Luciano.  Zaneth informó que los agentes de Stefano Magaddino, quien a su vez actuaba en nombre de "Lucky" Luciano, habían visitado a Starkman con la advertencia de que debía pagar sus deudas a Luciano o de lo contrario moriría. 
Perri quería que el funeral de Starkman fuera un evento lujoso y compró un ataúd de 3.000 dólares para ella que era una copia del que se usó para enterrar al actor Rodolfo Valentino en 1926.  El 17 de agosto, unas 20.000 personas se alinearon en la calle para ver pasar el cortejo fúnebre de cientos de vehículos; Perri se desmayó ante la tumba. El Hamilton Spectator señaló: "Nunca hemos visto una reunión de tanta gente".  En Canadá, el funeral de Starkman eclipsó la cobertura mediática de los primeros Juegos del Imperio Británico, que se celebraban en Hamilton en ese momento.  El marido de Starkman, Harry Tobin, dijo a un periodista del Daily Toronto Star : "Hace diecisiete años me dejó con dos niñas pequeñas. No significa nada para mí y no la he vuelto a ver desde que me dejó". 
Debido a su modo de vida, ningún rabino de Hamilton estuvo dispuesto a realizar un funeral por ella, y en su lugar lo dirigió un rabino de visita.  Durante la ceremonia, el rabino leyó brevemente el Salmo 121.  Mientras el rabino recitaba el kadish (la oración fúnebre), Perri estalló en lágrimas y se desmayó.  El inspector John Miller de la Policía Provincial de Ontario, quien fue asignado para investigar el asesinato, comentó que Starkman tenía muchos enemigos, ya que notó que las familias Italiano, Silvestro, D'Agostino y Papalia la odiaban.  Miller asumió que los asesinos debían haber estado familiarizados con la casa Perri-Starkman ya que la pareja tenía un pastor alemán que ladraba fuerte al ver extraños, pero la noche del asesinato, el perro estaba en silencio, lo que indicaba que conocía a los asesinos.  El hecho de que los sicarios huyeran en un coche cuyas matrículas fueron robadas de un automóvil aparcado en el taller de carrocería donde trabajaba Papalia llevó a la policía a considerarlo sospechoso.  Cuando Miller le preguntó al respecto, Papalia le respondió: "No tengo nada que ver con eso. Pero incluso si supiera algo, ciertamente no se lo diría".  Perri dijo a la prensa sobre la posible participación de Papalia: "Si fuera cierto, no me sorprendería".  La lápida de Starkman en el cementerio Ohev Zedek de Hamilton, encargada por Perri, se refería a ella como "Bessie Starkman – Perri", pero la parte "Perri" fue posteriormente eliminada por personas desconocidas. Una parte del patrimonio de Starkman pasó a manos de Perri y el resto a sus hijas.

## En la cultura popular
- En julio de 2014, se realizó la primera representación de una obra unipersonal, Bootlegger's Wife, sobre la vida de Starkman, en el Teatro Aquarius de Hamilton. La creadora y protagonista fue Victoria Murdoch; aunque el personaje de Perri no aparece, "voces en off" proporcionan sus comentarios.[59] La obra se volvió a representar a mediados de marzo de 2019[60] y en intervalos entre esas fechas.[61]
- Bessie Starkman apareció como un personaje en la serie de CBC Television Frankie Drake Mysteries en la temporada 2 (2018), interpretada por Natalie Brown, en un episodio titulado "Dealer's Choice".[62][63] Otro sitio web afirma que el personaje dirige una "casa de apuestas deportivas ilegal y un casino clandestino" y se la describe como el "cerebro financiero de la pandilla".[64]